# Pericladium piperis
Pericladium piperis är en svampart som först beskrevs av George Lorenzo Ingram Zundel, och fick sitt nu gällande namn av Mundk. 1944. Pericladium piperis ingår i släktet Pericladium och familjen Ustilaginaceae.   Inga underarter finns listade i Catalogue of Life.